# Železniční trať Bratislava–Žilina
Železniční trať Bratislava–Žilina je hlavní železniční trať na Slovensku. Spojuje Bratislavu a Žilinu a z velké části je vedena údolím Váhu.

## Historický vývoj
Historicky patřil provoz na úseku z Bratislavy do Trnavy koněspřežné dráze Bratislava – Trnava – Sereď, která byla v roce 1873 přestavěna na parní provoz. Současně začala výstavba zbývající části této železniční trati, která historicky nesla označení jako Povážská dráha. Úkolem Povážské dráhy bylo zajistit spojení tehdejšího Uherska se severní hranicí.

## Současnost
V současnosti je železniční trať Bratislava–Žilina významným železničním koridorem Slovenska. Umožňuje efektivní železniční spojení západní a východní části země. Trať využívají kromě několika párů rychlíků spojují Bratislavu s Košicemi také vlaky vyšší kategorie InterCity se zvláštními tarifními podmínkami.
V roce 2021 byl dokončen poslední úsek celkové modernizace trati, a to úsek Púchov – Považská Teplá. Kompletní rekonstrukce trati v celé délce trvala celkem 20 let.